# Alphonse VII
Pour les articles homonymes, voir Alphonse.
Alphonse VII l'Empereur, né le 1er mars 1105 à Caldas de Reis et mort le 21 août 1157 à Santa Elena ou Viso del Marqués, est roi de Galice de 1112 à 1157 et de León et  Castille de 1126 à 1157. Il est couronné Imperator totius Hispaniæ, « empereur de toutes les Espagnes » en 1135.

## Biographie

### Origines
Il est le fils d'Urraque, reine de León et de Castille, et du comte Raymond de Bourgogne. À partir du 9 décembre 1117, il se permit de porter le titre d'empereur que l'on attribuait aux souverains de León, comme étant les plus proches héritiers du royaume wisigothique. Ce titre était surtout honorifique. De plus, à la même époque c'était son beau-père (deuxième époux de sa mère), le roi d'Aragon Alphonse Ier le Batailleur, qui se présentait comme le légitime détenteur du titre. Le différend sur le titre et sur leur souveraineté sur un certain nombre de territoires est réglé  entre les deux monarques en juin 1127 avec la signature du pacte de Támara.
Le 26 mai 1135 à León, il fut couronné « empereur »  après la mort d'Alphonse Ier d'Aragon en septembre 1134. Son ambition était, en profitant de la faiblesse passagère de l'Aragon, d'unifier sous sa coupe les territoires chrétiens des Espagnes, renouant avec les splendeurs du royaume wisigothique. 
Cependant, après qu'Afonso Henriques l'ait reconnu comme lige en 1137, Alphonse VII perdit la bataille d'Arcos de Valdevez en 1141, reconnaissant ensuite l'indépendance du Portugal au traité de Zamora (1143)[réf. incomplète].
Il poursuit la Reconquista et, en 1142, prend la ville de Coria.
Il est le maître de l'Église, et le protecteur des musulmans, qui forment une grande partie de ses sujets. Son règne se termine par une campagne sans succès contre le pouvoir grandissant des Almohades. Bien qu'il ne soit pas battu, sa mort dans la passe de Muradel dans la sierra Morena pendant son retour à Tolède intervient dans des circonstances qui montrent qu'il n'était pas l'homme qu'il prétendait — le roi de deux religions. Bien qu'il fût un grand roi, le personnage est dans une certaine mesure la victime des confusions de son époque — chrétien en croyance et ambition, mais plus qu'à moitié oriental dans sa famille.

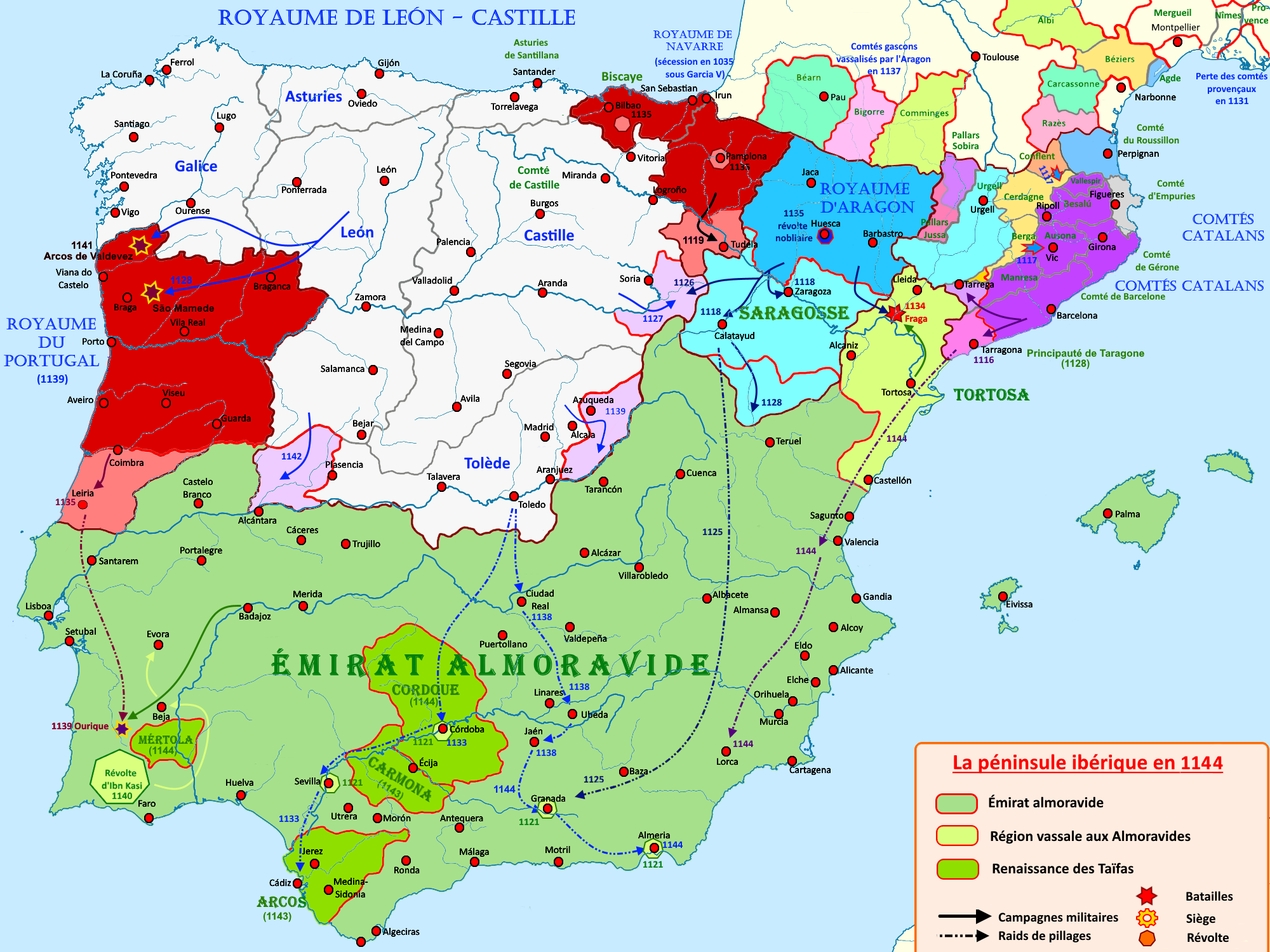
Le royaume de León-Castille de 1115 à 1144.
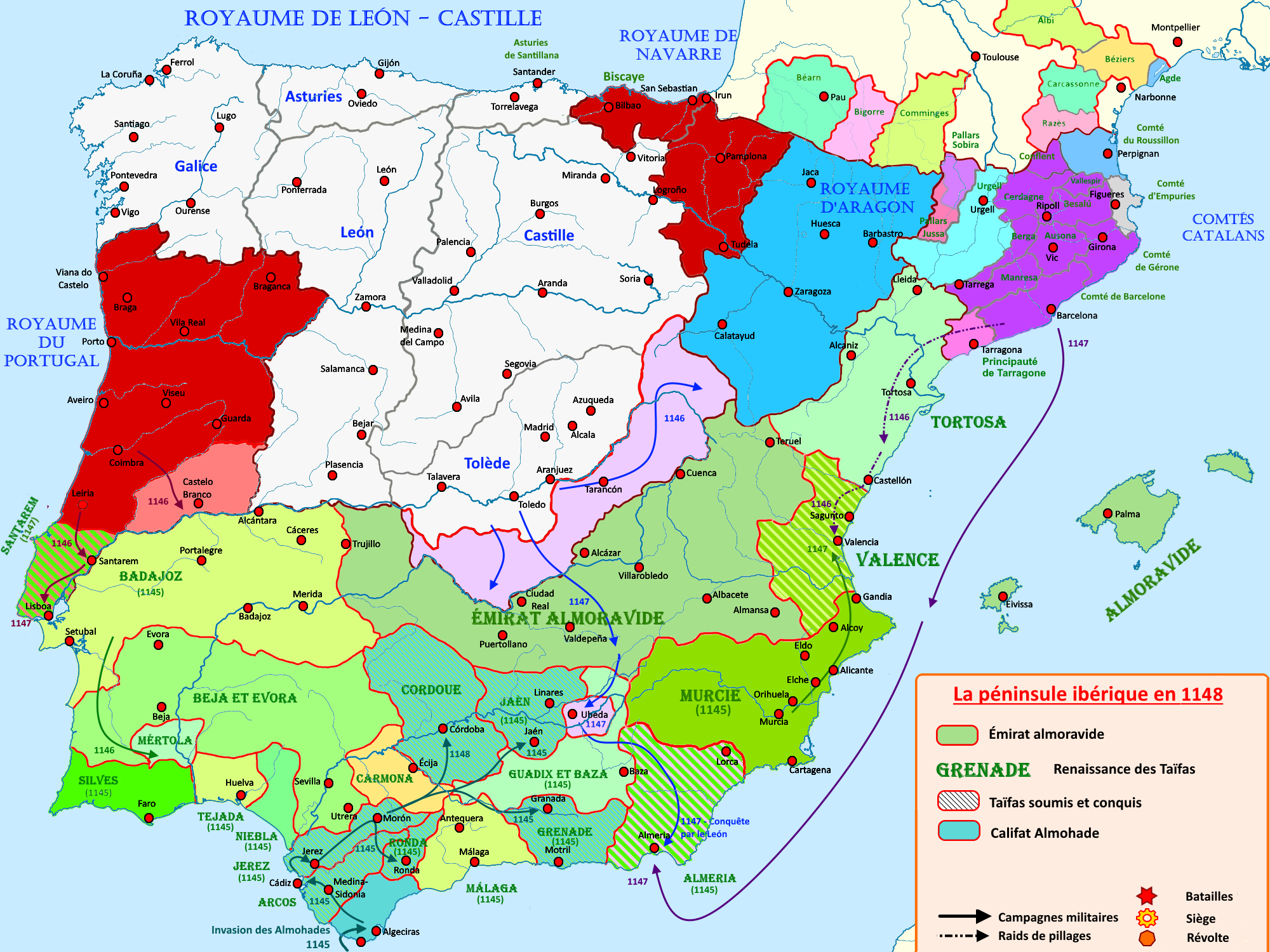
Le royaume de León-Castille de 1144 à 1148.
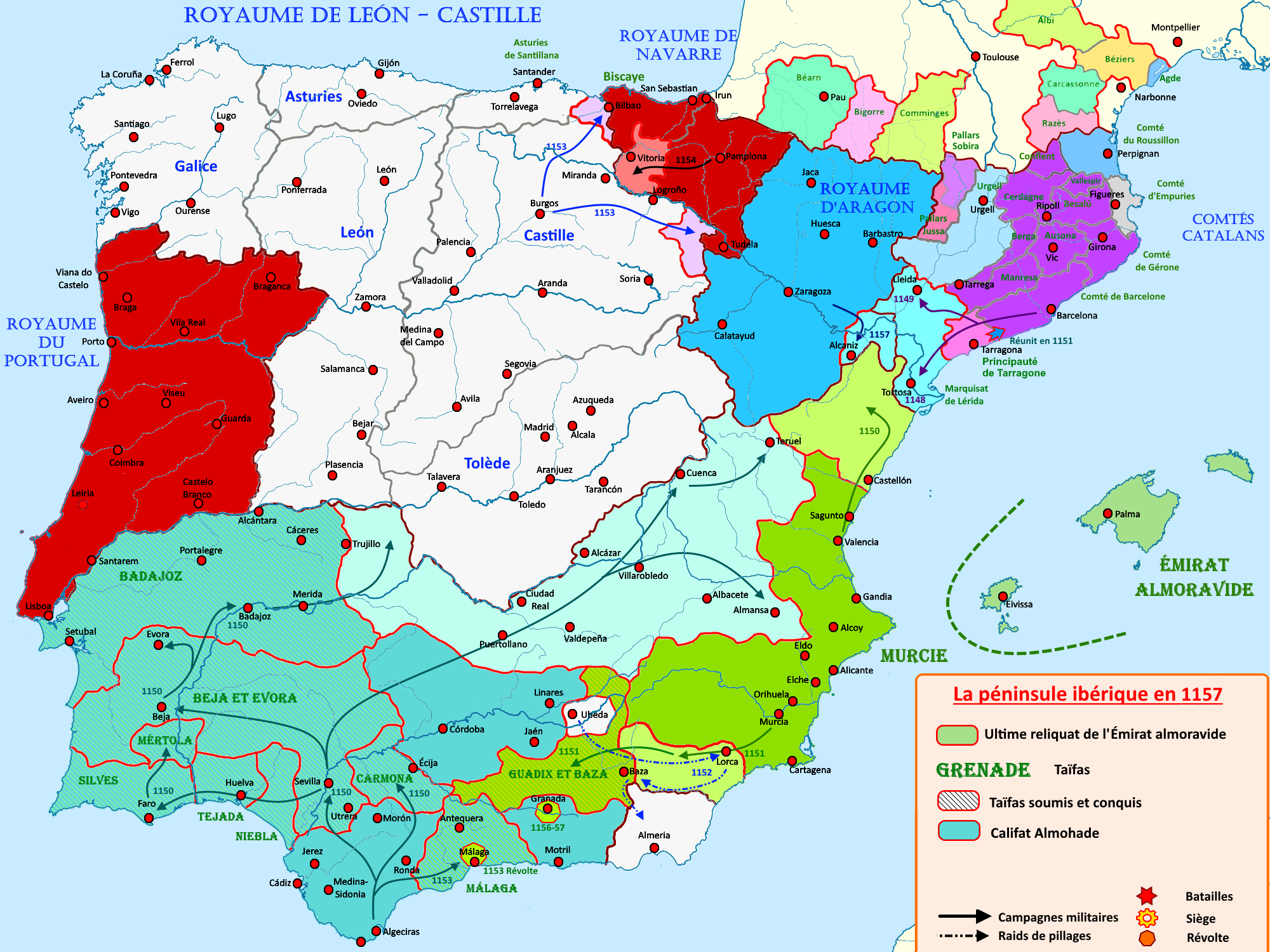
Le royaume à la mort d'Alphonse VII en 1157.

## Mariages et descendance
En 1128, Alphonse VII épouse Bérengère de Barcelone, fille de Raimond-Bérenger III de Barcelone, dont il a quatre enfants :
- Sanche III de Castille (1134-1158) qui épouse Blanche de Navarre, fille du roi García V de Navarre ;
- Constance de Castille (v. 1136-1160) qui épouse le roi Louis VII de France ;
- Ferdinand II de León (1137-1188) qui épouse Urraque de Portugal ;
- Sancha de Castille (vers 1139-1177) qui épouse Sanche VI le Sage, roi de Navarre.

En 1152, il se marie en secondes noces avec Richezza de Pologne (v.1140-1185), fille de Ladislas II le Banni, dont il a deux enfants :
- Ferdinand de Castille (mort en 1157) ;
- Sancha de Castille (morte en 1208), épouse d'Alphonse II d'Aragon.

De sa maîtresse Gontrodo Pérez (es), il a :
- Urraque Alphonse de Castille, l'Asturienne, épouse du roi García V de Navarre.

De sa maîtresse Urraca Fernández de Castro, naît :
- Stéphanie Alphonse (es), l'Infortunée (1139/48-1180).